# أيض فيضي
الأيض الفيضي يشير إلى ما يبدو على أنه إستراتيجية اتلافية وتضييعية تقوم الخلايا من خلالها بأكسدة ركائز نموها (مثل الجلوكوز) حتى في ظل وجود الأكسجين؛ بدلا من استعمال المسار التنفسي الأكثر كفاءة في سياق الطاقة. وكنتيجة لتوظيف هذه الاستراتيجية الأيضية فإن الخلايا تقوم بإخراج وطرح النواتج الأيضية (الأيضات) كاللاكتات والأسيتات والإيثانول (أو «تجعلها تفيض» بعبارة أخرى).